# Lamprotornis splendidus
Lamprotornis splendidus е вид птица от семейство Скорецови (Sturnidae).

## Разпространение
Видът е разпространен в Ангола, Бенин, Бурунди, Габон, Гамбия, Гана, Гвинея, Гвинея-Бисау, Екваториална Гвинея, Етиопия, Замбия, Камерун, Република Конго, Демократична република Конго, Кения, Либерия, Мали, Нигер, Нигерия, Руанда, Сао Томе и Принсипи, Сенегал, Сиера Леоне, Судан, Танзания, Того, Уганда, Централноафриканската република и Южен Судан.